# 느와르 (음악 그룹)
느와르(영어: NOIR)은 럭 팩토리 소속으로 2018년 4월 9일에 데뷔한 대한민국의 8인조 보이 그룹이다. 팀명은 프랑스어로 "검은"이라는 의미로, 많은 색의 물감을 섞다 보면 결국 점점 어두운 색으로 변모하듯, 블랙을 표방한다는 강렬한 뜻을 가지고 있다.
멤버 이준용은 병역을 이행 중에 있다. (2021년 11월 8일 기준)

## 구성원
| 이름   | 소개 |
| ------ | --- |
| 신승훈 | - 본명: 신승훈 - 생년월일: 1993년 5월 30일(32세) - 출생지: 대한민국 - 학력: - 포지션: 리더, 메인래퍼 - 활동기간: 2018년 4월 9일 ~ 현재                                      |
| 김연국 | - 본명: 김연국 (金淵國) - 생년월일: 1995년 2월 8일(30세) - 출생지: 대한민국 - 학력: - 포지션: 리드보컬 - 활동기간: 2018년 4월 9일 ~ 현재                                    |
| 이준용 | - 본명: 이준용 (李俊龍) - 생년월일: 1995년 3월 1일(30세) - 출생지: 대한민국 - 학력: - 포지션: 메인보컬 - 활동기간: 2018년 4월 9일 ~ 현재 - 가족관계: 남동생 엔쿠스 승용     |
| 김시헌 | - 본명: 김시헌 - 생년월일: 1997년 12월 23일(27세) - 출생지: 대한민국 - 학력: - 포지션: 서브보컬, 서브래퍼 - 활동기간: 2018년 4월 9일 ~ 현재 - 가족관계: 누나 배드키즈 서은  |
| 유호연 | - 본명: 유호연 (柳浩淵) - 생년월일: 1998년 2월 6일(27세) - 출생지: 대한민국 - 학력: - 포지션: 서브래퍼 - 활동기간: 2018년 4월 9일 ~ 현재                                    |
| 양시하 | - 본명: 양시하 - 생년월일: 1998년 3월 9일(27세) - 출생지: 대한민국 - 학력: - 포지션: 메인보컬 - 활동기간: 2018년 4월 9일 ~ 현재                                             |
| 김민혁 | - 본명: 김민혁 - 생년월일: 1998년 3월 18일(27세) - 출생지: 대한민국 - 학력: - 포지션: 리드래퍼 - 활동기간: 2018년 4월 9일 ~ 현재                                            |
| 김대원 | - 본명: 김대원 - 생년월일: 2000년 4월 18일(25세) - 출생지: 대한민국 - 학력: 한림연예예술고등학교 실용무용과 졸업 - 포지션: 막내, 서브보컬 - 활동기간: 2018년 4월 9일 ~ 현재 |

## 음반
- 《Twenty's Noir》 (2018)
- 《TOPGUN》 (2018)
- 《ABYSS》 (2019)
- 《Up the sky : 飛》 (2020)